# EDE
EDE（Equinox Desktop Environment）は、軽量なデスクトップ環境で、Windows 9x系のグラフィカルユーザーインターフェースによく似た見た目を持っている。これはシンプルで高速であることを意味する。以前の1.xバージョンは、eFLTKと呼ばれる、手が加えられたFLTKに基づいていたが、後のバージョンでは純粋なFLTK 1.xをベースとしている。

## 歴史
Equinox（後に"Equinox Desktop Environment"と改称）は、オープンソースのX Window Systemのデスクトッププロジェクトで、2000年にMartin Pekarによって始められた。2002年9月にプロジェクトはSourceForgeに移っているが、これは主にSourceForgeがSubversionをVCSとして提供しており、コンパイル環境を持つため、FLTKを他のプラットフォームでテストとすることができたからである。

## EDE 2
EDE2では、eFLTKはFLTK 1.xとedelibと呼ばれるEDE独自のライブラリによって置き換えられた。edelibは、ウィンドウの作成、プログラムの設定の保存、D-Busを経由したコミュニケーション、アイコンテーマのロードなどの機能を持っている。EDE 2はFreeDesktop.orgのガイドラインに従っている。

## 可用性

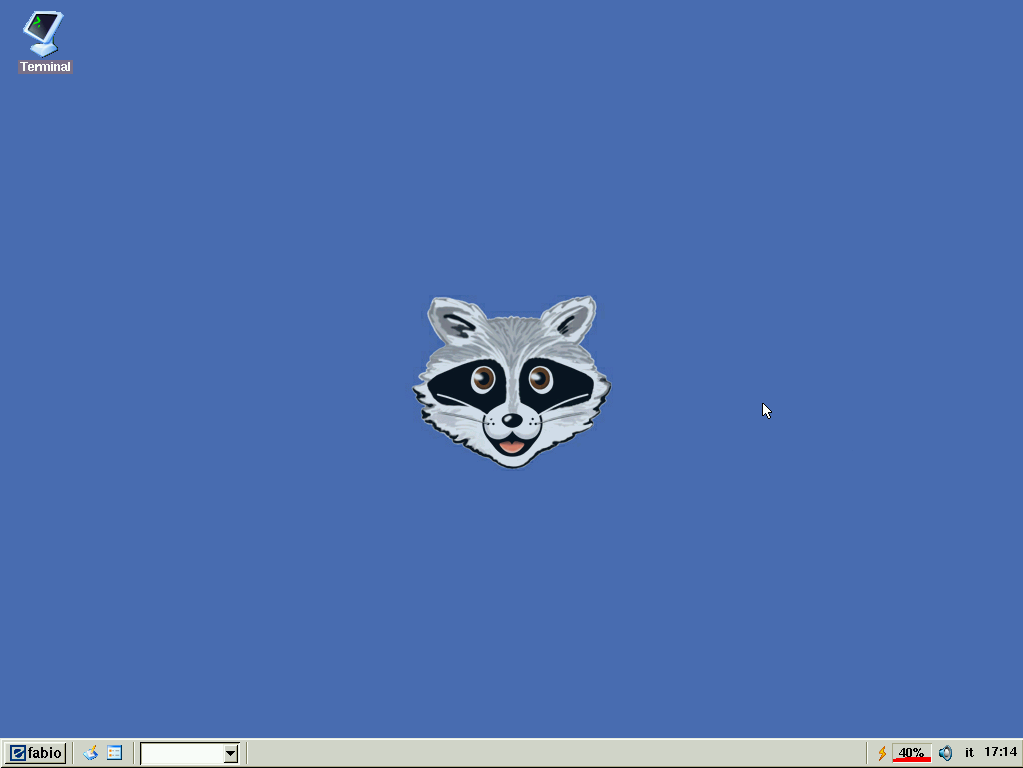
MINIX 3.1.7上のX11で動作するEDE

EDEは、MINIX 3でオプションのパッケージとして利用可能。
また、Linuxディストリビューションにおいては、Arch Linux
やSlackwareでもパッケージが利用可能であるが、KDE、GNOME、Xfceのような他のデスクトップ環境と同様なほど一般的ではない。